# Fergal O’Brien
Fergal O’Brien (* 8. März 1972 in Dublin) ist ein irischer Snookerspieler. Von 1991 bis 2024 spielte er 33 Jahre ohne Unterbrechung auf der Profitour. Sein größter Erfolg war der Gewinn der British Open 1999. Fünf weitere Male stand er in einem Finale, darunter 2001 beim Masters. In diesen Jahren erreichte er auch mit Platz 9 seine beste Platzierung in der Weltrangliste.

## Karriere

### Anfangsjahre
Bis 1991 war Fergal O’Brien außerhalb Irlands nicht bekannt, aber als in diesem Jahr die Profiturniere für alle Spieler geöffnet wurden, zog er mit 19 Jahren nach England und startete wie Hunderte anderer Spieler seine Profikarriere. Deshalb musste er durch zahlreiche Qualifikationsrunden. Aber schon bei seinem ersten Turnier, dem Dubai Classic, erreichte er die Runde der Letzten 128. Dies gelang ihm im Lauf der Saison noch zwei weitere Male. Bei der Benson and Hedges Satellite Championship, einem Turnier ohne die weltbesten Spieler und Ranglistenpunkte, erreichte er die Runde der Letzten 32 und schlug mit dem Australier John Campbell einen erfahrenen Profispieler. Seine erste Platzierung in der Weltrangliste war Platz 192. Er nahm auch erstmals an der Irish Professional Championship teil und erreichte mit Siegen über Ken Doherty und Eugene Hughes das Halbfinale. Im Jahr darauf steigerte er sich unter die Letzten 64 bei der UK Championship. Beim zweiten Turnier der Strachan Challenge kam er noch eine Runde weiter und schlug dabei den Weltranglistensechsten Neal Foulds. Beim Asian Open gewann er gegen die Nummer 10 Doug Mountjoy und gegen die Nummer 2 Steve Davis und erreichte erstmals das Achtelfinale eines Turniers um Ranglistenpunkte. Eine weitere Top-32-Platzierung beim International Open brachte ihn schon im zweiten Jahr auf Platz 100 in der Welt.
In der Saison 1993/94 setzte sich der schnelle Aufstieg fort mit zwei weiteren Achtelfinals beim European Open und den Welsh Open. Steve James und John Parrott waren weitere Top-10-Spieler, die er in diesem Jahr schlug. Beim Irish Masters, einem Einladungsturnier, gelang ihm sogar ein 5:2-Sieg gegen den Weltmeister und Weltranglistenersten Stephen Hendry und der Einzug ins Halbfinale, das er gegen Alan McManus verlor. Bei der Weltmeisterschaft am Saisonende spielte er sich schließlich durch fünf Runden und qualifizierte sich erstmals für die Endrunde der Letzten 32 im Crucible Theatre. Dort war dann allerdings erneut gegen McManus mit 7:10 Endstation. Auf Platz 42 stand er danach und sparte sich dadurch den langen Weg durch die Qualifikationsrunden. Dies hatte aber zunächst einmal negative Folgen, da er in der nächsten Saison bei fünf Turnieren das Auftaktspiel verlor. Demgegenüber standen die Achtelfinals bei der UK Championship und den Welsh Open sowie Runde 3 bei den Thailand Open. Ähnlich wechselhaft verlief das nächste Jahr, Höhepunkte waren das Viertelfinale beim Grand Prix und das Achtelfinale beim British Open bei 3 Erstrundenniederlagen. In der Summe hieß das zwei Jahre Stagnation außerhalb der Top 32, obwohl er auch absolute Spitzenspieler aus den Top 8 wie Jimmy White oder James Wattana schlagen konnte.

### Aufstieg in die Top 10
Aufwärts ging es wieder in der Saison 1996/97. Ein besonderer Erfolg war der World Cup, wo er im Team Irland mit Ken Doherty und Stephen Murphy hinter den überragenden Schotten Platz 2 belegte. Nach einer weiter wechselhaften ersten Hälfte bei den Einzelturnieren besiegte er den Weltranglistendritten Peter Ebdon bei den Welsh Open und erreichte dort ebenso das Viertelfinale wie später bei den Thailand Open. Ebdon war im Jahr darauf gleich viermal sein Gegner. Zweimal konnte er ihn schlagen, beim Scottish Open gewann er anschließend noch gegen den neuen Weltranglistendritten Ken Doherty und erreichte sein zweites Halbfinale. Das verlor er gegen die Nummer 2 John Higgins. Bei der Weltmeisterschaft stand er zum zweiten Mal in der Hauptrunde und besiegte dort James Wattana knapp mit 10:9. Im Achtelfinale verlor er dann aber gegen Ebdon deutlich mit 5:13. Für die Top 16 der Weltrangliste langte das noch nicht ganz, immerhin machte er aber einen Schritt nach vorne auf Platz 20.
Die Saison 1998/99 brachte ein weiteres Viertelfinale bei der UK Championship mit einem weiteren Sieg über Doherty. Der war damals Vizeweltmeister, der Weltmeister und Weltranglistenerste John Higgins war sein Gegner beim British Open. O’Brien revanchierte sich für die Halbfinalniederlage im Jahr zuvor und zog mit einem 6:5-Sieg in sein erstes Main-Tour-Finale ein. Dort lieferte er sich einen ausgeglichenen Kampf mit Anthony Hamilton bis zum Stand von 7:7. Dann gewann er zwei Frames in Folge und holte sich den einzigen Ranglistensieg seiner Karriere. Auch wenn er danach bei der Weltmeisterschaft in der ersten Hauptrunde im Crucible gegen Tony Drago mit 4:10 ausschied, machte er einen Sprung in der Rangliste auf Platz 11. Ein herausragendes Ergebnis wie in diesem Jahr gab es im nächsten Jahr nicht, er erreichte aber regelmäßig die Achtelfinals und bei den Welsh Open das Viertelfinale. Bei der Weltmeisterschaft war er erstmals direkt für das Hauptturnier qualifiziert. Und zum ersten und einzigen Mal kam er mit Siegen über Chris Small und Stephen Lee auch dort ins Viertelfinale. Dort verlor er dann aber deutlich gegen Mark Williams, der danach Weltmeister wurde. In der Weltrangliste stieg er zwei weitere Plätze auf 9 und erreichte damit die höchste Position in seiner Karriere.

### Auf und Ab in den 2000ern
2000/01 lief aber gar nicht mehr so erfolgreich wie zuvor. Viermal verlor er bei Ranglistenturnieren das Auftaktspiel, nur bei der UK Championship erreichte er das Viertelfinale. Einen herausragenden Erfolg gab es trotzdem, aber bei einem Einladungsturnier: Beim Masters schlug er zum Auftakt Mark Williams und nach zwei weiteren Siegen stand er im Finale. Gegen Paul Hunter blieb das Endspiel bis zum 9:9 offen, dann gewann der Engländer den Entscheidungsframe mit 77:44 Punkten. Durch die schlechten Ranglistenergebnisse fiel O’Brien aber zurück und konnte sich gerade noch unter den Top 16 halten. Im Jahr darauf gab es fünf Erstrundenniederlagen, über das Viertelfinale bei zwei Turnieren kam er nicht hinaus. Das war auch sein Ergebnis beim Masters. Er fiel endgültig aus den Top 16 heraus und konnte sich damit auch zukünftig nicht mehr für dieses wichtigste Einladungsturnier qualifizieren.
Zunächst profitierte der Ire noch davon, dass er aufgrund der Weltranglistenplatzierung erst spät in die Turniere einsteigen musste und dadurch mit nur einem Sieg relativ viele Punkte bekam. In den folgenden beiden Jahren erreichte er jeweils zwei Achtelfinals, 2004/05 war die Runde der Letzten 32 bei der Weltmeisterschaft sein bestes Ergebnis. Trotzdem fiel er nur langsam zurück bis auf Platz 41. Auf diesem Niveau konnte er sich dann auch stabilisieren. Beim Grand Prix 2005 schlug er den Weltranglistenneunten Mark Williams und erreichte Runde 3, bei der Weltmeisterschaft 2006 verpasste er die Hauptrunde knapp, nachdem er das entscheidende Spiel gegen Marco Fu trotz zwischenzeitlich deutlicher Führung noch 10:7 verlor. Daneben erreichte er das Halbfinale der irischen Profimeisterschaft und das Viertelfinale des Masters Qualifying Events. Beim Malta Cup 2007 besiegte er erneut Williams und erreichte wieder ein Ranglistenviertelfinale. Und bei der WM am Saisonende stand er ein weiteres Mal im Crucible am Tisch und schaffte mit einem knappen 10:9 gegen Barry Hawkins den Achtelfinaleinzug. In der Saison 2007/08 setzte sich der Aufschwung fort. Nach einem erfolgreichen Start beim Shanghai Masters mit einem erneuten Sieg über Hawkins folgte das Finale bei der irischen Profimeisterschaft, das er gegen Ken Doherty verlor. Bei der Northern Ireland Trophy besiegte er schließlich den Weltranglistenersten John Higgins und mit Siegen erneut über Hawkins und über Ronnie O’Sullivan erreichte er zum zweiten Mal das Finale. Seinen zweiten Ranglistensieg verpasste er aber durch eine 5:9-Niederlage gegen den Schotten Stephen Maguire. Damit verbesserte er sich erstmals wieder unter die Top 32 auf Platz 24. Doch schon im Jahr darauf war bei allen Ranglistenturnieren spätestens in der Runde der Letzten 32 Schluss und als sich das auch 2009/10 fortsetzte, fiel er trotz Crucible-Einzugs am Saisonende wieder um mehr als 20 Plätze zurück.

### Späte Erfolge in den 2010ern
In der Saison 2010/11 wurde dann die Players Tour Championship (PTC) eingeführt, eine Serie von Kleinturnieren mit reduzierter Punktzahl für die Rangliste. O’Brien kam gut mit dem Format zurecht und erreichte bei den Brugge Open das Halbfinale. Sonst kam er aber auch bei den anderen Turnieren nicht über die dritte Runde hinaus. Im Jahr darauf stand er beim PTC-Turnier in Gloucester in der Vorschlussrunde und beim Paul Hunter Classic im Viertelfinale. Erstmals erreichte er damit das PTC-Finalturnier, schied aber in der ersten Runde aus. Beim Shanghai Masters besiegte er mit Peter Ebdon einen weiteren Top-16-Spieler und kam ins Achtelfinale. Mit inzwischen 40 Jahren näherte er sich wieder den Top 32. Es folgten weitere gute Ergebnisse wie das Achtelfinale beim Wuxi Classic 2012, den Australian Open 2013 und der International Championship 2013. Beim PTC-Turnier in Gdynia stand er schließlich 2014 zum fünften Mal in einem Main-Tour-Finale, das er gegen Shaun Murphy verlor, und nachdem er beim PTC-Finale das Achtelfinale erreicht hatte, stieg er wieder bis auf Platz 30 nach oben. Nach dem Viertelfinale beim Shanghai Masters 2014 sowie zwei weiteren Achtelfinals bei den beiden deutschen PTC-Turnieren stieg er zum Ende der Saison 2014/15 um weitere drei Plätze. Daneben schaffte er es bei seiner ersten Teilnahme an der World Seniors Championship der über 40-Jährigen bis ins Finale. Er besiegte unter anderem Peter Ebdon, Steve Davis und Ken Doherty und verlor am Ende gegen Mark Williams mit 1:2.
2015/16 begann der Ire mit einem Sieg über den amtierenden Weltmeister und Weltranglistenzweiten Stuart Bingham und dem Erreichen des Achtelfinals. Ein besonderer Erfolg war zudem sein einziges offizielles Maximum Break. Bei der Championship League 2016 (Gruppe 6) gelangen ihm 147 Punkte in einer Aufnahme. Er war mit nicht ganz 44 Jahren der bis dahin älteste Spieler zum Zeitpunkt seines ersten Maximums. Bei der UK Championship etwas später schaffte er beim 6:5-Sieg über Barry Hawkins als erster Spieler 5 Century-Breaks in einem Best-of-11-Match.
Darüber hinaus gab es noch ein weiteres Achtelfinale bei einem PTC-Turnier sowie bei der World Seniors Championship. Sonst gab es aber keine herausragenden Ergebnisse und nachdem er bei der Weltmeisterschaft zum ersten Mal seit 20 Jahren nicht mehr unter die Letzten 64 kam, fiel er auch wieder aus den Top 32 heraus. Im Jahr darauf gewann er zwar meist seine Auftaktspiele, kam danach aber nicht über die dritte Runde hinaus. Beim Snooker Shoot-Out 2017, einem Sonderformat, das erstmals auch in der Weltrangliste gewertet wurde, erreichte er das Achtelfinale. Höhepunkt der Saison war die Weltmeisterschaft, wo er gegen David Gilbert um den Einzug ins Hauptturnier spielte. Nach 0:4-Rückstand drehte er die Partie zum 6:4. Doch er konnte den Vorsprung nicht halten und es kam zum Decider. Diesen gewann er mit 73:46 nach 123 Minuten, was ihn zum längsten Frame der Snookergeschichte machte. Zum zehnten Mal in seiner Karriere zog er damit ins Crucible Theatre ein, hatte aber gegen den Weltranglistenersten und Titelverteidiger Mark Selby beim 10:2 keine Chance. 2017/18 schaffte er bei der China Championship noch einmal den Einzug ins Viertelfinale. Demgegenüber standen aber gleich 11 Auftaktniederlagen, darunter bei hochrangigen Turnieren wie der Weltmeisterschaft und der UK Championship. Er verlor viele Ranglistenpunkte und endete 2018 erstmals seit 25 Jahren wieder außerhalb der Top 50.

### Kampf um den Profistatus
In die Saison 2018/19 startete O’Brien dann wieder mit einem Erfolg: Bei den World Open besiegte er Luca Brecel aus den Top 16 und erreichte das Achtelfinale. Es blieb aber das einzige Mal, dass er über die dritte Runde hinauskam, auch wenn er dabei weiterhin Topspieler wie Shaun Murphy und Ali Carter schlagen konnte. Zwischendurch hatte er außerdem eine Serie von 5 Erstrundenniederlagen in Folge. In der Rangliste rutschte er weiter ab und konnte sich gerade noch in den Top 64 halten. Aus diesen fiel er aber nach drei Auftaktniederlagen zu Beginn der Saison 2019/20 endgültig heraus. Danach kam er zwar dreimal in Folge unter die Letzten 32, scheiterte aber bei der punkteträchtigen UK Championship in Runde 1. Bei den Gibraltar Open fügte er seiner Bilanz ein weiteres Achtelfinale hinzu, aber auch das brachte wenig Punkte. Bei der Weltmeisterschaft ging es am Saisonende deshalb auch um seinen Profistatus. Er kämpfte sich gegen Rod Lawler und Luca Brecel bis ins Entscheidungsspiel um den Crucible-Einzug. Das verlor er aber gegen Liang Wenbo knapp mit 9:10, weil dem Chinesen im Entscheidungsframe ein Break von 141 Punkten gelang. Damit blieb er auf Platz 66 stehen und verpasste die automatische Verlängerung seines Profistatus. Andererseits war es gerade genug, damit er auf Platz 4 der bereinigten Einjahresrangliste landete und damit gleich wieder eine neue Startberechtigung für zwei Jahre bekam.
In der Saison 2020/21 lief er aber weiter den früheren Erfolgen hinterher und erreichte in der ersten Saisonhälfte nur einmal die zweite Runde. Bei der WST Pro Series, einem neu eingeführten Gruppenturnier, schaffte er es dann aber überraschend mit 5 Siegen aus 7 Partien in die Runde der Letzten 32. Anschließend schlug er beim German Masters den Weltranglistenvierten Mark Selby und kam danach bis ins Achtelfinale. Zu Beginn der nächsten Spielzeit stand er damit immerhin wieder unter den Top 80. In den ersten Spielen konnte er den Aufschwung zunächst nicht bestätigen, bei den Turnieren der Home Nations Series sammelte er dann aber weitere Erfolge. Mit Stuart Bingham und Kyren Wilson schlug er zwei Top-16-Spieler und mit einem Sieg über Gary Wilson erreichte er das Achtelfinale der Scottish Open. Bei drei der vier Turniere der Serie kam er mindestens in Runde 3. Demgegenüber standen aber viele Auftaktniederlagen bei den anderen Turnieren, besonders bei der höherwertigen UK Championship gegen den knapp halb so alten Joe O’Connor. Durch eine enttäuschende 5:6-Niederlage gegen den 15-jährigen walisischen Amateur Liam Davies bei der Weltmeisterschaft beendete er die Saison auf Platz 79 der Weltrangliste. Mit einem Erfolg im ersten Turnier der Q School konnte er sich allerdings die Tourcard für die Saison 2022/23 und 2023/24 sichern.
Auf der Profitour fand er jedoch keinen Anschluss mehr. In der ersten Saison gelang ihm nur ein Sieg und ein Unentschieden bei den regulären Turnieren. Beim Shoot-Out gewann er zwei der Ein-Frame-Matches und erreichte Runde 3. Bei der WM verlor er wie im Vorjahr gegen Liam Davies, diesmal mit 8:10. In die zweite Spielzeit startete er mit einem ausgeglichenen Ergebnis in der Championship League. Bei den British Open besiegte er unter anderem den Top-32-Spieler Noppon Saengkham und schloss zum siebten Mal bei diesem Turnier und karriereübergreifend zum 50. Mal mit dem Achtelfinale ab. Er ließ aber alle Turniere aus, die nicht auf den Britischen Inseln ausgetragen wurden. Damit vergab er sich die Chance, seinen Rückstand in der Rangliste zu verringern. Ein 4:0-Sieg über Stephen Hendry bei den English Open 2023 war sein letzter Profisieg. Bereits Ende des Jahres kündigte er seinen Abschied vom Profisnooker an und nach der Erstrundenniederlage bei der Weltmeisterschaft 2024 vollzog er mit 52 Jahren seinen Rücktritt.
O’Brien war bereits in den letzten Jahren seiner Karriere nebenher als Fernsehkommentator und als Nachwuchstrainer tätig gewesen und gab neben der Fortsetzung dieser Tätigkeiten die Bemühung um ein Profiturnier in Irland als Ziel nach seiner Karriere an.

## Erfolge
Ranglistenturniere
- Sieger: British Open (1999)
- Finalist: Northern Ireland Trophy (2007)
- Halbfinale: Scottish Open (1998)
- Viertelfinale: Weltmeisterschaft (2000), UK Championship (1998, 2000) und 8 weitere Turniere

Minor-Ranking-Turniere (PTC)
- Finalist: Gdynia Open (2014)
- Halbfinale: Brugge Open (2010), PTC-Turnier in Gloucester (2011)

Weitere Turniere
- Finalist: Masters (2001), Irish Professional Championship (2007), World Seniors Championship (2015)
- Halbfinale: Irish Masters (1994), Malta Grand Prix (2001), Irish Professional Championship (1992, 2005)

## Rekordmarken
- 2016: Mit 43 Jahren erzielt Fergal O’Brien sein einziges Maximum-Break als Profi. Kein anderer Spieler war bei seinem ersten Maximum so alt.
- 2016: Als erstem Spieler gelingen dem Iren in der zweiten Runde der UK Championship in einem Match über 6 Gewinnframes 5 Century-Breaks.
- 2017: Fergal O’Brien hält mit David Gilbert den Rekord des längsten Frames des professionellen Snookers. In der dritten Qualifikationsrunde der Weltmeisterschaft von 2017 spielten die beiden 2 h und 3 min, bis der Frame mit 73:46 zu O’Briens Gunsten entschieden war.[10]